# Danny Taylor (hokeista)
Daniel „Danny” Taylor (ur. 28 kwietnia 1986 w Plymouth) – kanadyjski hokeista. Reprezentant Białorusi.
Jego brat Max (ur. 1983) także został hokeistą.

## Kariera
- Cumberland Grads (2002-2003)
- Guelph Storm (2003-2005)
- Kingston Frontenacs (2005-2006)
- Bakersfield Condors (2006-2007)
- Texas Wildcatters (2007)
- Manchester Monarchs (2007-2009)
- Los Angeles Kings (2008)
- Reading Royals (2008-2009)
- Syracuse Crunch (2009-2010)
- Gwinnett Gladiators (2009-2010)
- Springfield Falcons (2010)
- Hamburg Freezers (2010-2011)
- Springfield Falcons (2011)
- Abbotsford Heat (2011-2013)
- Calgary Flames (2013)
- Färjestad BK (2013-2014)
- Dynama Mińsk (2014-2015)
- KHL Medveščak Zagrzeb (2015-2016)
- Sparta Praga (2016)
- KHL Medveščak Zagrzeb (2016)
- Sibir Nowosybirsk (2016-2017)
- Belleville Senators (2017-2018)
- Sibir Nowosybirsk (2018-2019)
- Dynama Mińsk (2019-2021)
- ERC Ingolstadt (2021-)

Urodził się w Wielkiej Brytanii, lecz od wieku dziecięcego wychowywał się w Kanadzie i tam rozwijał karierę hokejową. Od lipca 2015 zawodnik Medveščaka Zagrzeb. Od końca stycznia 2016 do kwietnia zawodnik Sparty Praga. Od lipca 2016 ponownie zawodnik Medveščaka. Od października 2016 zawodnik Sibiru Nowosybirsk. W lipcu 2017 został zawodnikiem Ottawa Senators, po czym został przekazany do zespołu farmerskiego Belleville Senators. Pod koniec kwietnia 2018 ponownie został zawodnikiem Sibiru Nowosybirsk. W listopadzie 2019 powrócił do Dynama Mińsk. Pod koniec listopada 2021 został zawodnikiem niemieckiego klubu ERC Ingolstadt.
W barwach seniorskiej reprezentacji Białorusi uczestniczył w turnieju mistrzostw świata edycji 2021 (Elita).

## Sukcesy

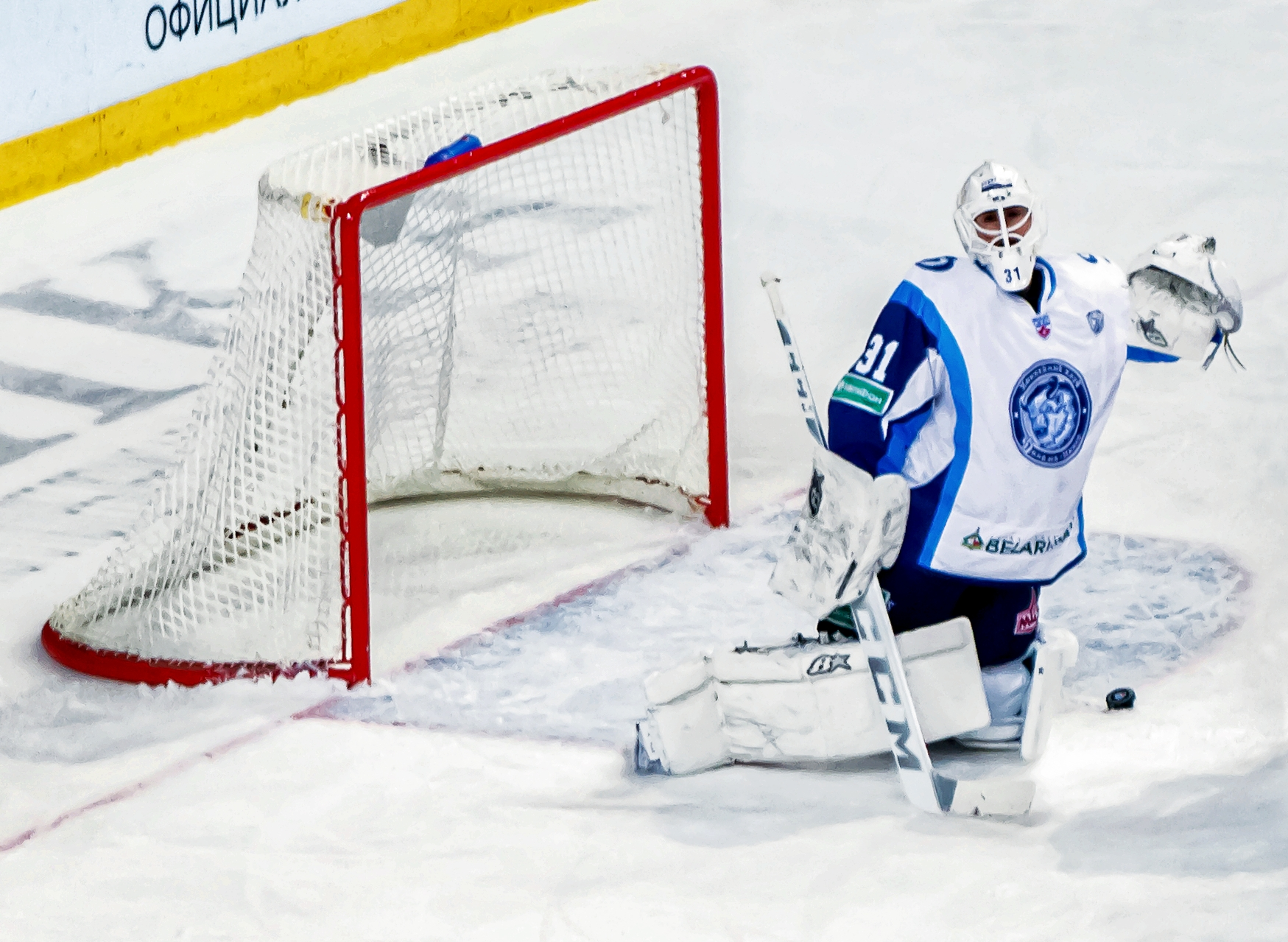
Danny Taylor w barwach Dynama Mińsk (2014)

Klubowe
- Srebrny medal mistrzostw Szwecji: 2014 z Färjestad
- Finał European Trophy: 2013 z Färjestad

Indywidualne
- AHL (2007/2008):
  - Najlepszy bramkarz miesiąca - styczeń 2008
- European Trophy 2013:
  - Drugie miejsce w klasyfikacji skuteczności interwencji w turnieju: 96,89%
  - Drugie miejsce w klasyfikacji średniej goli straconych na mecz w turnieju: 0,83
- KHL (2015/2016):
  - Najlepszy bramkarz miesiąca - listopad 2015[13]
- KHL (2016/2017):
  - Czwarte miejsce w klasyfikacji skuteczności interwencji w sezonie zasadniczym: 93,6%